# Niels Erik Nørlund
Niels Erik Nørlund (født 26. oktober 1885 i Slagelse, død 4. juli 1981 i Hørsholm) var en dansk matematiker, astronom, professor og rektor ved Københavns Universitet, og direktør for Geodætisk Institut.

## Uddannelse
N.E. Nørlund blev student fra Sorø Akademi i 1903 og gav sig herefter i kast med studier af astronomi og matematik ved Københavns Universitet. Han afsluttede sine studier i 1910 med en magisterkonferens i astronomi. Samme år erhvervede han doktorgraden (dr. phil.) for en berømmet matematisk afhandling (disputats) med titlen Bidrag til de lineære Differensligningers Theori. 

## Karriere
I perioden 1908-1912 var Nørlund ansat som assistent ved København Universitets Astronomiske Observatorium. I 1912 blev han professor i matematik ved Lunds Universitetet. Denne stilling beklædte han indtil 1922, hvor han blev udnævnt til professor i matematik ved Københavns Universitet. I 1923 blev han desuden udnævnt til direktør for Geodætisk Institut, en stilling som bl.a. gav ham ret til privatchauffør.

## Forskning
N.E. Nørlund er internationalt berømmet for sine matematiske undersøgelser af differensligninger og fakultetsrækker indledt i disputatsen og videreført i talrige publikationer. Allerede i 1916 blev hans arbejde med differensligninger belønnet med "Grand Prix des Sciences" af akademiet i Paris. Hans bog Vorlesungen über Differenzenrechnung, publiceret på Springer-Verlag, Berlin i 1924, blev hurtigt et standardværk i den matematiske litteratur. Bogen blev efterfulgt af andre berømmede værker som Leçons sur les séries d'interpolation (Paris, 1926), Sur la «Somme» d'une Fonction (Paris, 1927), og Leçons sur les Equations linéaires aux différences finies (Paris, 1929). I mange år var Nørlund redaktør af det højt ansete matematiske tidsskrift Acta Mathematica.
For geodæsiens vedkommende er Nørlunds navn uløseligt knyttet til de store geodætisk-historiske værker Danmarks Kortlægning (1942), Færøernes Kortlægning (1944) og Islands Kortlægning (1944), samt de populære bøger Videnskabelige Causerier (1923) og Bland siffror och tal (Stockholm, 1923). 

## Universitetslærer
Nørlunds lærergerning ved universitetet kom i nogen grad til at stå i skyggen af hans øvrige virksomhed. Hans specielle kurser i geodæsi blev kun fulgt af meget få studerende, af og til kun en enkelt. Nørlund forelæste dog i tidens løb over et vidt spektrum af emner som lidt flere studerende havde glæde af i mødet med en fremragende videnskabsmand.

## Vigtige bestyrelsesposter
N.E. Nørlund var formand for bestyrelsen i Rask-Ørsted Fondet 1928-1964 og han var efor for Den Arnamagnæanske Stiftelse 1946-61. Han var i mange år medlem af Kommissionen for Videnskabelige Undersøgelser i Grønland, og han var formand for kontrolkomiteen for "Nordisk Livsforsikringsaktieselskab Hafnia" i perioden 1946-67.

## Hædersbevisninger
N.E. Nørlund blev indvalgt som medlem af en lang række videnskabelige akademier: Kungliga Fysiografiska Sällskapet i Lund 1913; Det kgl. danske Videnskabernes Selskab 1916 (selskabets præsident 1927-33); Société des Sciences i Strasbourg 1920; Accademia Pontaniana i Napoli 1925; Kungliga Vetenskapsakademien i Stockholm 1925; Societas Scientiarum Fennica i Helsinki 1926; Académie des sciences i Paris 1926; Accademia Nazionale dei Lincei i Rom 1927; Deutsche Akademie der Naturforscher i Halle 1927; Royal Astronomical Society i London 1935; Bureau des longitudes i Paris 1937; Royal Society i London 1938; Akademiet for de Tekniske Videnskaber 1939; Det Norske Videnskaps-Akademi i Oslo 1946; Det Finske Videnskabsakademi i Helsinki 1946; Kungliga Vetenskaps-Societeten i Uppsala 1951; Societas scientiarum Islandica 1959; og af The New York Academy of Sciences 1960.
Nørlund blev desuden udnævnt til æresmedlem af Sydsvenska geografiska sällskapet 1947, af Societé mathématique de France 1952, af Dansk Matematisk Forening 1955, af Ferdafélag Islands 1953 og af The Royal Institution i London 1960. 
Han modtog Pariser-Akademiets Grand Prix des Sciences 1916, Kungliga Fysiografiska Sällskapets guldmedalje 1916, Ole Rømer-medaljen i 1954 og Vitus Bering Medaillen i 1956.
Nørlund blev desuden promoveret til æresdoktor ved Technische Hochschule i Darmstadt 1936, Universitetet i London 1937, Lunds Universitet 1941, Universitetet i Dijon 1950, Oslo Universitet 1951, og ved Den Kgl. Veterinær- og Landbohøjskole i 1958.
Niels Erik Nørlund blev udnævnt til Ridder af Dannebrog 1926, Dannebrogsmand 1929, Kommandør af 2. grad i 1932, Kommandør af 1. grad i 1934. Han modtog Storkorset i 1955, og Fortjenstmedaljen i Guld i 1964. Han var desuden dekoreret med en lang række udenlandske ordener.